# 赤澤圭
赤澤 圭（あかざわ けい、1983年6月7日 - ）は、日本のタレント、元グラビアアイドルである。夢企画所属。

## 人物
- 趣味 - 絵を描くこと、ドライブ、ものまね
- 特技 - 剣道(初段)、バトン、ラップ、料理

## リリース作品

### DVD
赤澤ケイ名義
- temptation （2005年4月、オイルスタックピクチャーズ）

井上夏央名義
- EIGHTvol.1 （2007年5月、レイフル）
- EIGHTvol.2 （2007年6月、レイフル）

赤澤圭名義
- my room 赤澤圭 （2008年6月、Don't Stop）

### 映画
- ギララの逆襲/洞爺湖サミット危機一発（2008年） - 通訳の女1